# Czesław Studnicki (polityk)
Czesław Studnicki (ur. 2 grudnia 1912 w Niżankowicach, zm. ?) – polski działacz partyjny i państwowy, związkowiec, starosta głogowski (1946–1947), wicewojewoda szczeciński (1948–1950), przewodniczący Prezydium Wojewódzkiej Rady Narodowej w Zielonej Górze (1951–1952) i p.o. przewodniczącego Prezydium WRN w Krakowie (1954–1955).

## Życiorys
Syn Jana i Heleny. Zdobył wykształcenie średnie niepełne. Od 1935 działał w związkach zawodowych we Lwowie, w 1937 aresztowany prawdopodobnie za działalność komunistyczną. Od 1939 do 1941 członek Prezydium Międzywojewódzkiego Komitetu Związku Zawodowych Pracowników Handlu Państwowego we Lwowie. Od 1942 do 1944 instruktor Gwardii Ludowej, następnie w składzie 2 Armii Wojska Polskiego.
Po wojnie podjął działalność w Stronnictwie Ludowym (lubelskim), m.in. w latach 1947–1948 będąc wiceprezesem Zarządu Wojewódzkiego SL we Wrocławiu. Później z SL przystąpił do Zjednoczonego Stronnictwa Ludowego. Zajmował stanowisko starosty głogowskiego (Pełnomocnika Rządu na III Obwód Głogowski) od kwietnia 1946 do marca 1947 (urzędował w Sławie ze względu na zniszczenia wojenne; stał także na czele Powiatowego Komitetu Obywatelskiego Głosowania Ludowego w Głogowie przed referendum ludowym z 1946. Od 1948 do 1950 pełnił funkcję wicewojewody szczecińskiego. Został następnie radnym i wiceprzewodniczącym Prezydium Wojewódzkiej Rady Narodowej w Zielonej Górze, od marca 1951 do kwietnia 1952 przewodniczył temu gremium. W 1952 przeniesiony do województwa krakowskiego, gdzie był wiceprzewodniczącym Prezydium WRN w Krakowie (1952–1956, 1958–ok. 1961) oraz zastępcą kierownika tamtejszego Wydziału Handlu (1956–1958). Od grudnia 1954 do kwietnia 1955 tymczasowo kierował Prezydium WRN w Krakowie. W ramach Wojewódzkiego Komitetu ZSL w Krakowie był wiceszefem Wojewódzkiego Komitetu Wykonawczego (1952–1956) i wiceprezesem WK (1959–1961).